# Matthias Schamp
Matthias Schamp (Zottegem, 1º ottobre 1988) è un calciatore belga, attaccante del Borsbeke.

## Carriera
Inizia la carriera in patria nel settore giovanile del Lokeren, squadra della prima divisione belga, per poi passare in prestito all'Oudenaarde, con cui gioca una partita nella terza serie belga. Viene poi acquistato a titolo definitivo dall'Oudenaarde, dove rimane fino al gennaio del 2013, totalizzando altre 81 presenze (18 delle quali nella seconda serie belga) e 21 reti.
Viene poi acquistato dagli olandesi dell'Heracles Almelo, con cui nella stagione 2012-2013 ha giocato 5 partite senza mai segnare in Eredivisie (la prima divisione olandese) ed una partita senza segnare in Coppa d'Olanda; in un primo momento viene riconfermato in squadra anche per la stagione successiva, salvo poi venire ceduto all'Oudenaarde, squadra della terza serie belga, negli ultimi giorni di calciomercato. Qui mette a segno 5 gol in 26 partite per poi passare al Deinze, sempre nello stesso campionato. Dal 2016 gioca nel Sint-Eloois-Winkel.